# Green, Green Grass of Home (chanson)
Singles de Porter Wagoner
I'm Gonna Feed You Now
(1965) Skid Row Joe
(1965)
Singles de Tom Jones
This and That
(1966) Detroit City
(1967)
Green, Green Grass of Home est une chanson écrite par Curly Putman (Claude Putman, Jr.), et rendue populaire par le chanteur de country américain Porter Wagoner.

## Histoire et reprises
La chanson est initialement enregistrée par le chanteur de country américain Johnny Darrell en 1964 ou 1965,. C'est son premier single sous United Artists Records.
La même année, elle est reprise par Porter Wagoner,, devenant son 32e single à entrer dans les hit-parades américains. Sa version atteint la 4e place du classement country du magazine musical américain Billboard,.
Sortie en novembre 1966 sous le label Decca (F 22511), la version de Tom Jones atteint la 1re place des charts britanniques le 1er décembre suivant et s'y maintient pendant sept semaines consécutives, ce qui fait de Tom Jones le premier artiste de chez Decca Records à vendre plus d'un million d'exemplaires d'un single au Royaume-Uni. Aux États-Unis, la reprise du chanteur gallois se hisse à la 11e place du classement des ventes en février 1967, s'écoulant à plus de 1 200 000 exemplaires dans ce pays. Selon les autrices Lucy Ellis et Bryony Sutherland, « la voix puissante et l'interprétation passionnée de Tom se sont imposées comme la version standard de la chanson ».
Cette chanson est aussi reprise, entre autres, par Jerry Lee Lewis sur son album Country Songs for City Folks (c'est la version de Jerry Lee Lewis qui a porté la chanson à l'intention de Tom Jones), par Elvis Presley, par Johnny Cash et par Kenny Rogers.

## Adaptations
À la suite de son succès international, la chanson est adaptée en de nombreuses langues. Ainsi, Jürgen Herbst en a chanté une version en allemand, Der Weg zurück nach Haus (1967). En français, elle a été chantée sous le titre Le toit de ma maison sur des paroles de Jacques Chaumelle par les Compagnons de la chanson, Nana Mouskouri et Albert Babin. Toujours en français, elle a été interprétée sous le titre Les grilles de ma maison par Dalida, John William, Chris Baldo et Frank Michael.